# Pollutri
Pollutri är en ort och kommun i provinsen Chieti i regionen Abruzzo i Italien. Kommunen hade 2 170 invånare (2018).